# IC 3322
IC 3322 је спирална галаксија у сазвјежђу Дјевица која се налази на листи објеката дубоког неба у Индекс каталогу.
Деклинација објекта је + 7° 33' 17" а ректасцензија 12h 25m 54,1s. Привидна величина (магнитуда) објекта IC 3322 износи 13,5 а фотографска магнитуда 14,2. IC 3322 је још познат и под ознакама UGC 7518, MCG 1-32-57, CGCG 42-98, VCC 851, IRAS 12233+0750, PGC 40607.